# Bílence
Bílence (en allemand : Bielenz) est une commune du district de Chomutov, dans la région d'Ústí nad Labem, en Tchéquie. Sa population s'élevait à 234 habitants en 2021.

## Géographie
Bílence se trouve à 9 km au sud-est de Chomutov, à 47 km au sud-ouest d'Ústí nad Labem et à 77 km au nord-ouest de Prague.
La commune est limitée par Všestudy au nord, par Strupčice, Havraň et Velemyšleves à l'est, par Hrušovany au sud, et par Nezabylice et Údlice à l'ouest.

## Histoire
La première mention écrite du village date de 1355.

## Administration
La commune se compose de trois quartiers :
- Bílence
- Škrle
- Voděrady

## Transports
Par la route, Bílence se trouve à 9 km de Chomutov, à 62 km d'Ústí nad Labem et à 87 km de Prague.